# Турок-Гетеш Василь
Василь Турок-Гетеш (8 січня 1940, Габура, окрес Меджилабірці, Чехословаччина — 7 листопада 2005, Пряшів, Словаччина) — русинський драматург, театральний режисер, педагог і активіст русинського руху на Пряшівщині. До кінця 1980-х рр. активіст української культури в Словаччині, пізніше — прибічник ідеї про ідентичність русинів як народу, окремого від українців.

## Навчання і праця
Василь Турок закінчів середню школу в Братиславі і продовжив навчання в Університеті Коменського, який закінчив у 1963 році. Надалі близько 20 років викладав словацьку і російську мови, філософію і естетику в Українській гімназії в Пряшеві. Пізніше також викладав на Православному богословському факультеті в Пряшеві. З 1985 року почав працювати як драматург у тодішньому Українському народному театрі в Пряшеві, де з кінця 1980-х почав ставити в репертуар п'єси, написані русинським діалектом.

## Активіст «Русинського відродження»
Після антикомуністичної революції 1989 року став одним з ініціаторів руху за визнання русинів етнічною групою, окремою від українців. Був першим головою першої русинськой громадської організації в Словаччині, яка виникла після революції — «Русинська оброда» (Русинське відродження) — в 1990—1994 рр., і пізніше в 1996—1999 рр. За його ініціативою «Український народний театр» змінив назву на «Театр Олександра Духновича», а мовну орієнтацію — на русинську. Також, його зусиллями, почала друкуватися перша після революції русинська газета в Словаччині під назвою «Народны Новинкы», яка виходить до теперішнього часу. Вимагав створення окремих русинських програм на державному телебаченні та радіо Словаччини. Зробив внесок у заснування окремого русинського відділення у Пряшівському університеті в Пряшові, яке пізніше було перетворено на Інститут русинської мови та культури Пряшівського університету, який очолила Анна Плішкова.
Як засновник і перший голова Світового конгресу Русинів наполягав на тому, щоб русини Словаччини співпрацювали з організаціями інших етнічних меншин Європи. Сам був заступником виконкому організації «Мезон де Паї» з центром у Франції, яка представляє народи без власної держави. У 2001 році став лауреатом Премії Стефана Чепи за визначний вклад до русинської культури.
Перший Всесвітній конгрес русинів був скликаний у Меджилабірцях 22-23 березня 1991 р., а його учасниками були русини з п'яти держав-регіонів — Словаччини, Польщі, Сербії, України і Північної Америки. Конгрес, який тривав два дні, вів Олександр Франко, а зі вступною доповіддю виступив Василь Турок-Гетеш.

## Театральна праця
З початку 2000-х років Василь Турок вже не працював як активіст русинських організацій, але зосередився на роботі в театрі. Ще у 1980-ті роки, коли театр називався «Український народний театр», він почав вносити інновації в репертуар, який доти був консервативним. Завдяки його діяльності в театр приходили режисери з усієї Словаччини, а сучасний Театр Олександра Духновича набув відомості у країні та за кордоном, був відзначений на театральних фестивалях, про його прем'єри писала словацька преса. Серед визначних режисерів, яких Турок залучив до праці в театрі, можна згадати Блага Углара або Мілоша Караска. В театрі ставили як п'єси місцевих авторів, так і світову класіку, в перекладі на русинський діалект. Серед сучасного репертуару театру є і українські п'єси.